# Refs Herred

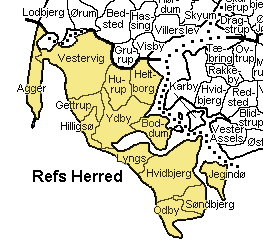
Refs Herred

Refs Herred was een herred in het voormalige Thisted Amt in Denemarken. Bij de gemeentelijke herindeling in 1970 werden de noordelijke parochies ingedeeld in de nieuwe provincie Viborg, de zuidelijke werden deel van Ringkøbing. De noordelijke parochies maken deel uit van het bisdom Aalborg, de zuidelijke van het bisdom Viborg.

## Parochies
Refs bestond uit 13 parochies. De parochie Thyborøn maakte tot 1954 deel uit van de herred en werd toen ingedeeld bij Vandfuld Herred.
- Agger
- Boddum
- Gettrup
- Helligsø
- Heltborg
- Hurup
- Hvidbjerg
- Jegindø
- Lyngs
- Odby
- Søndbjerg
- Vestervig
- Ydby